# DS Wild Rubis
La DS Wild Rubis est un prototype de crossover de luxe de la marque DS. Il préfigure la DS 6 dévoilée au salon de Pékin 2013.

## Présentation
Dévoilée au Salon automobile de Shanghai le 20 avril 2013, la Wild Rubis est un concept de crossover de la marque DS. C'est le premier concept à recevoir un logo DS sur sa calandre, sans plus aucun signe distinctif le liant à Citroën.Il est présenté sur son propre stand, indépendant de Citroën, comme toute autre marque exposée sur le salon. Ainsi, après la DS Inside, qui annonçait la Ligne DS au sein de Citroën, le DS Wild Rubis symbolise la première étape de la naissance de la marque DS Automobiles, la branche premium du groupe PSA prenant son indépendance en juin 2014.

## Style
Longue de 4,70 m pour un empattement de 2,90 m, haute de 1,59 m et large de 1,95 m, la Wild Rubis reprend le classicisme sophistiqué de la DS Numéro 9, en y adjoignant les codes en vigueur dans les SUV. Des barres de toit prolongent le montant arrière, et des chromes viennent souligner différents éléments de carrosserie. Le dessin tente en outre de s'adapter aux souhaits de la clientèle chinoise, par exemple en offrant des portes plus grandes à l'arrière qu'à l'avant. Des vitres opaques empêchent toutefois de voir l'habitacle, celui-ci étant resté à l'état d'ébauche,.
Le style général de la Wild Rubis sera repris sur la DS 6 de série, produite et commercialisée en Chine à partir de 2014.

## Mécanique
Comme la DS Numéro 9, la Wild Rubis est mue par un bloc hybride rechargeable, qui joint le 1,6 L THP dans une version de 225 ch à un moteur électrique de 70 ch, branché sur une batterie lithium-ion et réservé aux roues arrière. Cette architecture, reprise en partie de l'HYbrid4 PSA, permet d'offrir une alternative aux quatre roues motrices des 4x4 traditionnels. Citroën annonce une autonomie de 50 km en tout électrique et des émissions de CO2 de l'ordre de 43 g/km.